# Atherix
Genre
Atherix est un genre d'insectes diptères brachycères (mouches) appartenant à la famille des Athericidae, une petite famille très proche de la famille des Rhagionidae. Les espèces de ce genre sont présentes dans la plupart des pays d'Europe et aussi dans l'écozone néarctique.

## Espèces
Selon BioLib (20 juillet 2020) :
- Atherix aurichalcea Becker, 1921
- Atherix ibis (Fabricius, 1798)
- Atherix lantha Webb, 1977
- Atherix pachypus Bigot, 1887
- Atherix picta Loew, 1869
- Atherix variegata Walker, 1848
- Atherix vidua Walker, 1849